# Femminismo nei Paesi Bassi

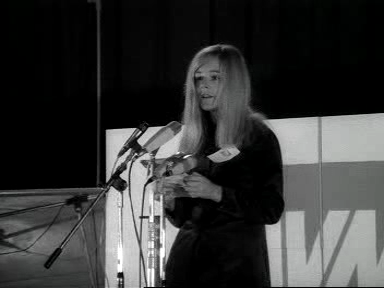
La prominente femminista olandese Joke Smit mentre pronuncia un discorso nel 1972.

Il femminismo nei Paesi Bassi ebbe il suo principio come parte della prima ondata femminista durante il XIX secolo. Più tardi, attraverso le lotte della seconda ondata femminista, si sono rispecchiati gli sviluppi del movimento dei diritti delle donne anche in altri paesi occidentali. Le donne olandesi hanno ancora una discussione aperta su come migliorare gli squilibri rimasti nel ruolo di genere e nella condizione femminile e le ingiustizie e discriminazioni che continuano ad affrontare in quanto donne.

## Storia

### Rinascimento e Illuminismo
La Repubblica delle Sette Province Unite venne creata attraverso la Guerra degli ottant'anni e la Rivolta dei pezzenti, iniziate nel 1568 e terminate con la Pace di Vestfalia. A seguito di ciò le donne ottennero un numero limitato di diritti, tra cui il diritto di stipulare contratti e il diritto di controllare finanziariamente le proprie doti.
Anche se rimasero ancora legalmente subordinate agli uomini alcune vedove, come Volcxken Diericx, un'editrice di Anversa e Aletta Hannemans, una mercantessa di birra di Haarlem, furono autorizzate a continuare nel proprio "lavoro da uomini". Le ragazze ebbero il diritto ad un'educazione o a un'istruzione femminile e, prima della vedovanza, le donne non erano autorizzate a possedere proprietà privata o a partecipare alla vita politica governativa.

### Fino alla metà del XIX secolo
L'industrializzazione avvenuta nei Paesi Bassi portò posti di lavoro sia agli uomini sia alle donne. Il sindacato cominciò ad organizzarsi entro la metà del XIX secolo. Nel 1841 Barbera van Meerten-Schilperoort fondò l'Hulpbetoon aan Eerlijke e il Vlijtige Armoede, le prime organizzazioni femminili nei Paesi Bassi.
Le donne di mezza età cominciarono a trovare del lavoro retribuito, in primo luogo come infermiere. Il primo grande centro commerciale venne aperto in territorio olandese nel 1860 e le donne vi cominciarono a trovare lavoro in qualità di impiegate al dettaglio. La scuola dell'infanzia, istituzione di cui la Germania era stata pioniera, si diffuse rapidamente anche nei Paesi Bassi e vi fu presto bisogno di una forza lavoro composta da giovani donne addestrate come parte del personale.
Per formare le giovani donne a far da insegnanti nella scuola primaria le scuole medie femminili furono istituite nel 1867. Le giovani donne con promesse accademiche avrebbero potuto chiedere il diritto ad essere ammesse ad una scuola secondaria maschile. Le università rimasero chiuse alle donne fino al 1871, quando Aletta Jacobs ottenne l'accesso alla facoltà di medicina. Ella si laureò come primo medico donna moderno nel continente europeo.
Jacobs divenne anche una figura di spicco nel movimento per il suffragio femminile; aprì la prima clinica di controllo delle nascite (contraccezione) femminile ad Amsterdam nel 1882.

### Prima ondata femminista
Nel corso delle elezioni parlamentari olandesi del 1883 Aletta Jacobs presentò una petizione per poter ottenere il diritto di voto, sottolineando di aver soddisfatto tutti i criteri legali, ma venne comunque respinta. Questo evento innescò il movimento del suffragio per le donne, il cui risultato immediato fu un emendamento ai diritti di voto alla Costituzione del Regno dei Paesi Bassi nel 1887, per precisare che solo gli abitanti maschi del paese potevano votare, aggiungendo così un'ulteriore barriera al suffragio delle donne.
Nel 1888 venne fondata il Vrije Vrouwenvereeniging (Movimento libero delle donne); questo fu presto seguito nel 1894 dalla creazione di un sottogruppo interno all'organizzazione chiamato Vereeniging vor Vrouwenkiesrecht (Organizzazione del suffragio femminile).
Wilhelmina Drucker era meno preoccupata per le donne che si erano guadagnate l'emancipazione, che vide come un obiettivo facilmente raggiungibile, rispetto alle donne che lottarono per avere il diritto di pari opportunità sul luogo di lavoro, una lotta che si vide davanti un fronte di resistenza molto più forte da parte degli uomini.
Tuttavia laddove altre femministe del paese avevano preso la legge del lavoro per rispondere alle esigenze specifiche delle donne, Drucker vi si oppose; secondo lei difatti "lo Stato non dovrebbe interferire con gli uomini o con le donne, né inventare una concorrenza fittizia tra uomini e donne, dovrebbe solo riconoscere persone, membri della società".
Drucker si trovò posta saldamente sul margine del femminismo radicale ma diede comunque lezioni private alle donne per istruirle, pubblicando anche una rivista femminile popolare chiamata Evolutie (Evoluzione). Nel 1899 guidò una campagna per fermare una legislazione che aveva l'intenzione di vietare alle donne sotto i 40 anni di poter lavorare come insegnanti o funzionarie. Dopo una campagna durata ben 10 anni il disegno di legge venne cancellato. 
Aletta Jacobs fondò l'"International Women's Suffrage Alliance" nel 1902

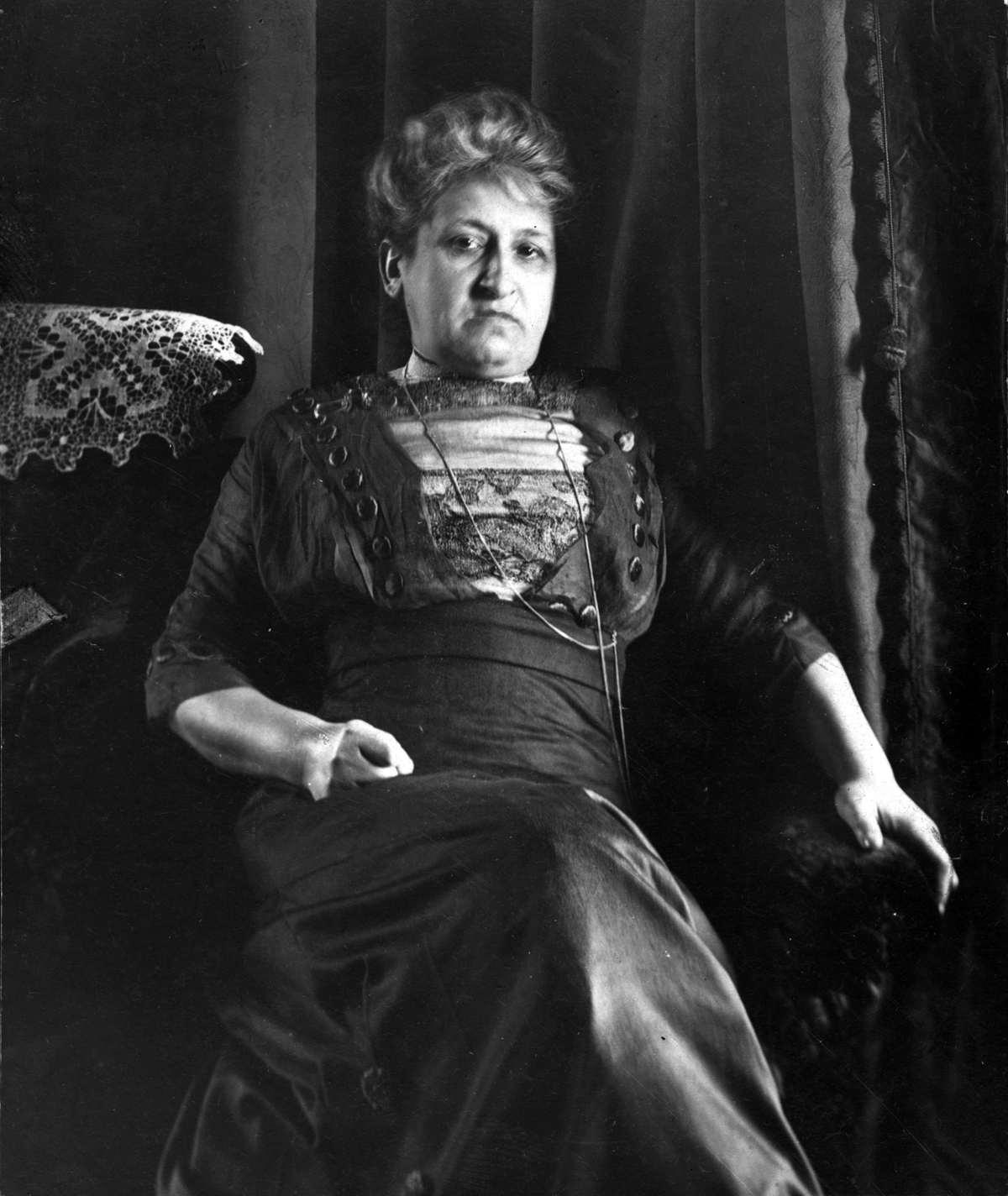
Aletta Jacobs, medico e facente parte del movimento delle suffragette.
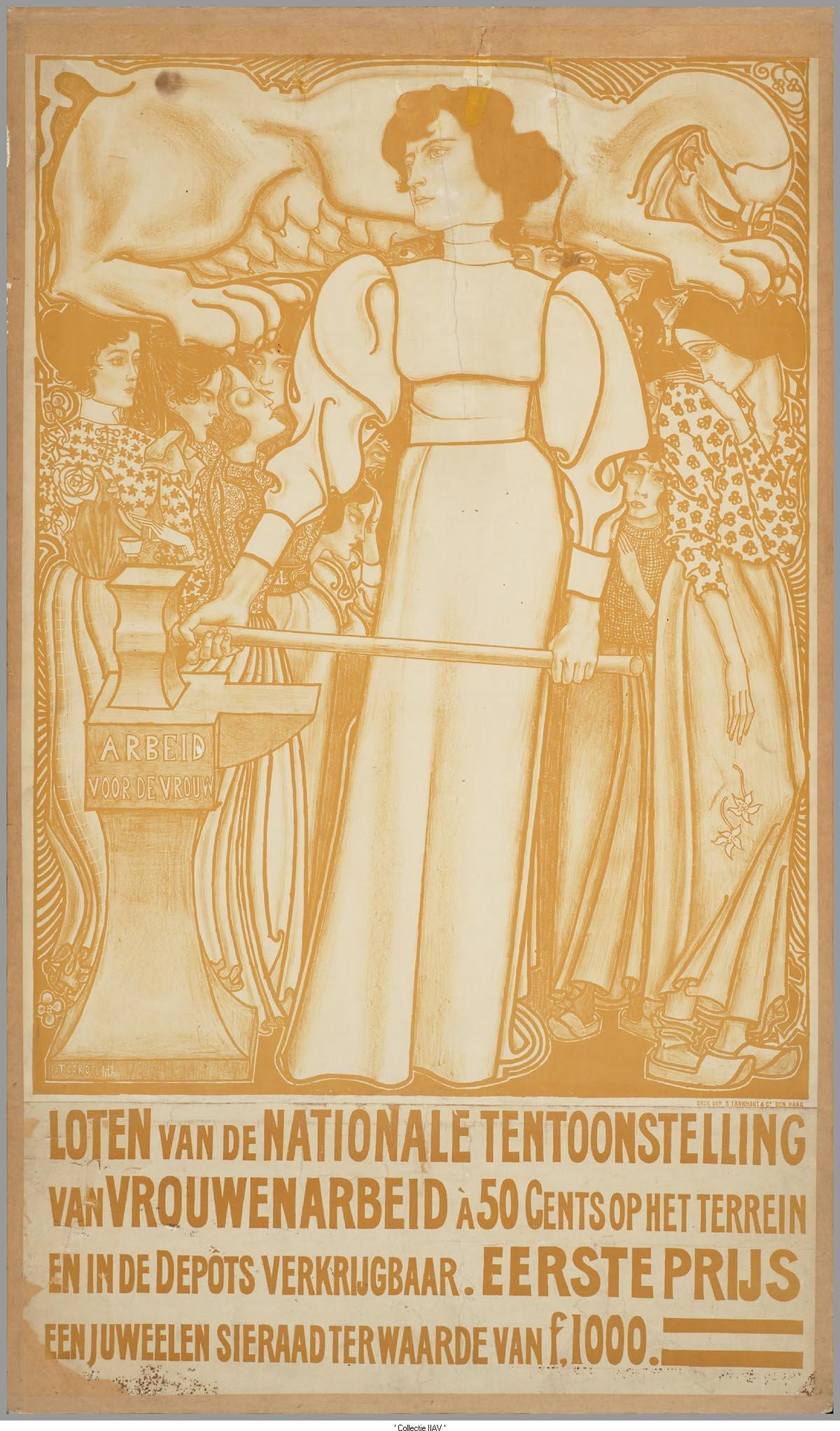
Poster pubblicitario della "Mostra del lavoro femminile" svoltasi all'Aia il 1º gennaio 1898.
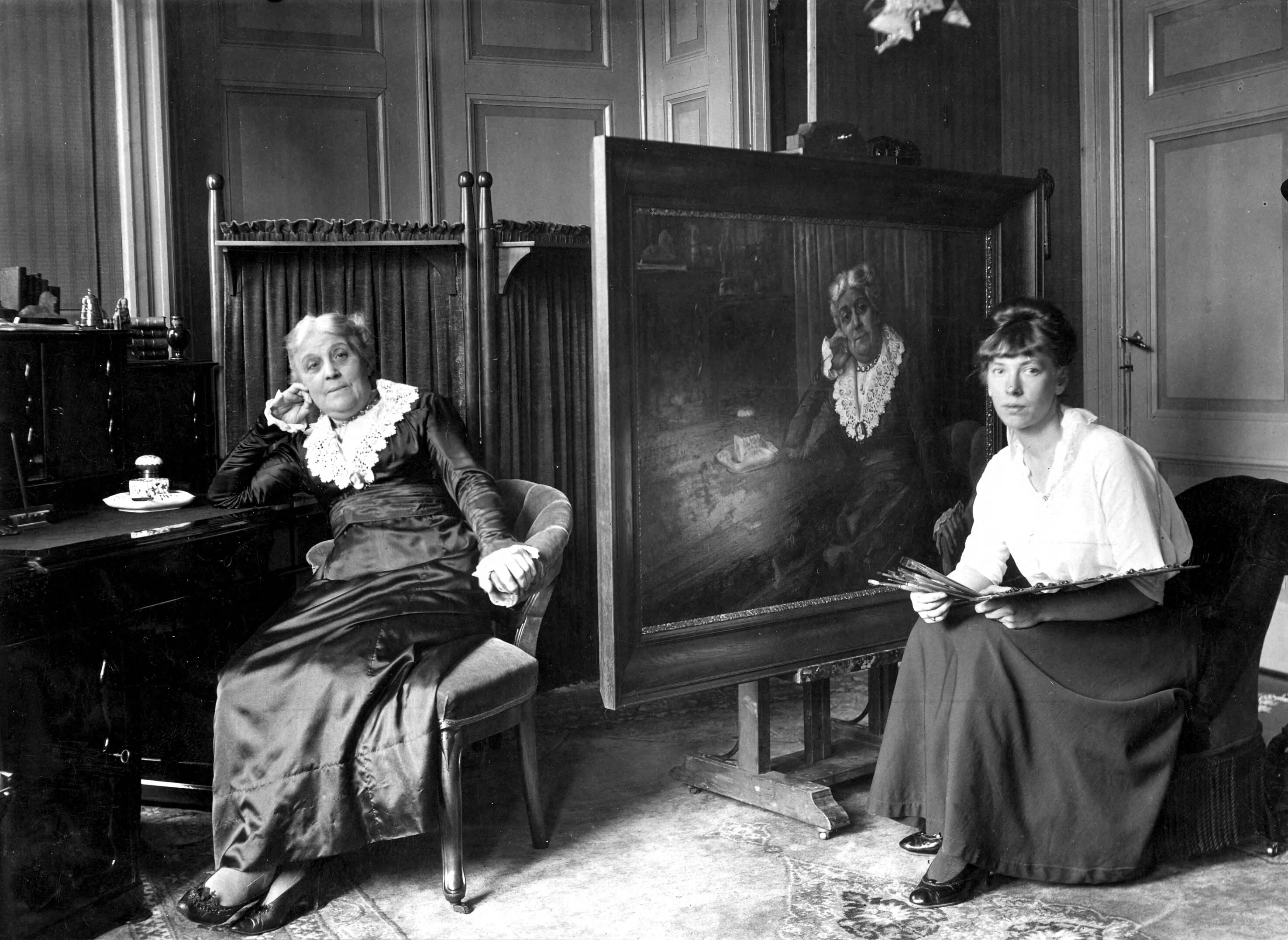
Wilhelmina Drucker seduto per una foto per il suo settantesimo compleanno, 1917.
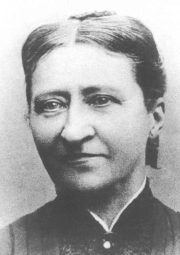
Helena Mercier, una riformatrice sociale e una prolifica scrittrice sulle questioni femminili.
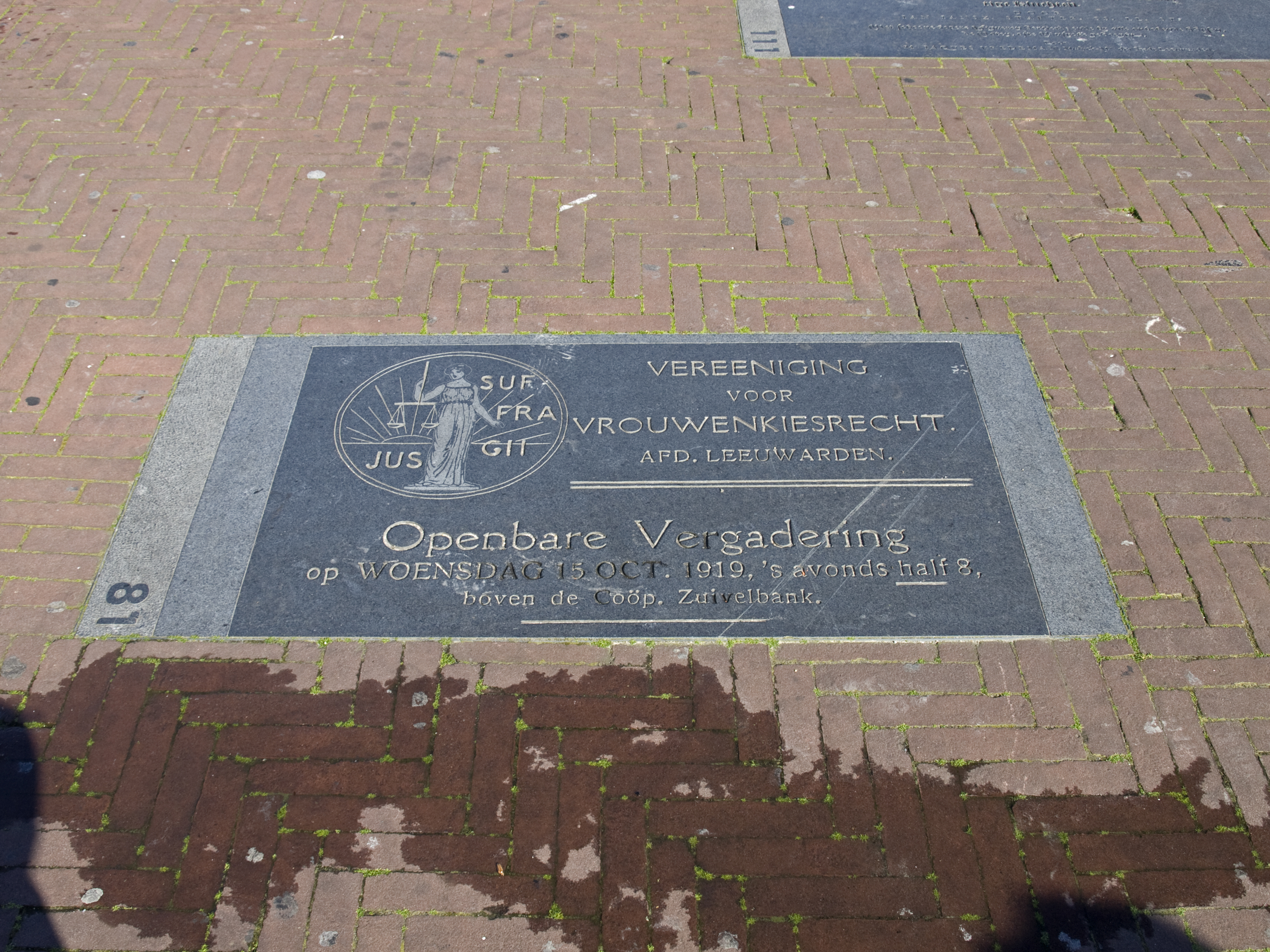
Una placca a Leeuwarden per commemorare la riunione del Vereeniging vor Vrouwenkiesrecht

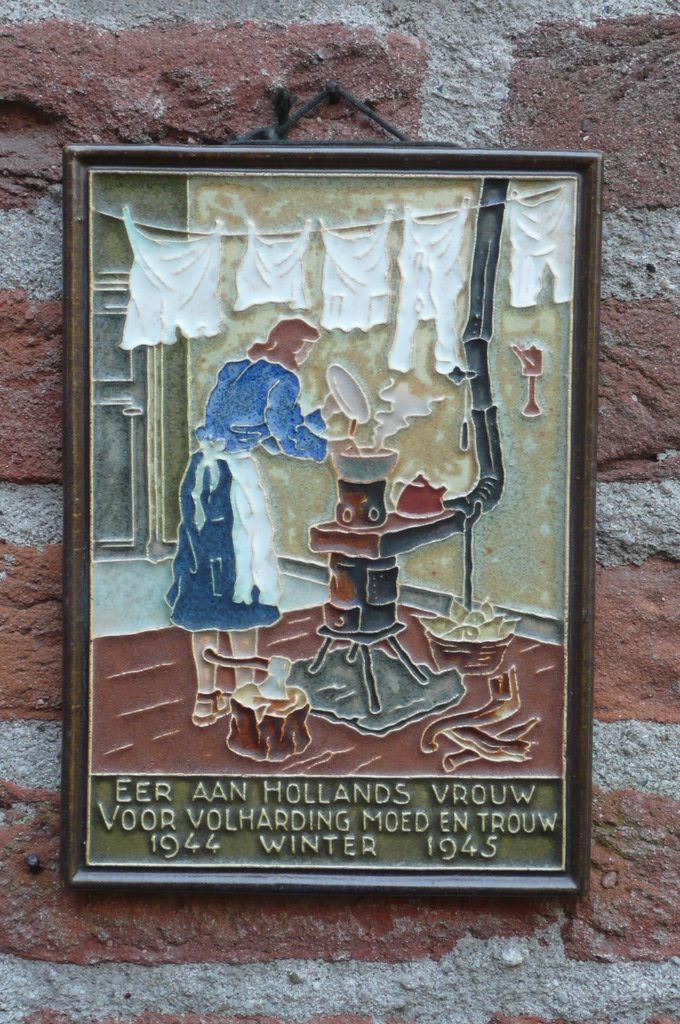
Una placca di omaggio alle isole olandesi che perseverarono durante l'inverno della fame del 1944-5.

### Dal 1917 al 1960
Le donne ottennero il diritto a candidarsi alle elezioni nel 1917, ottenendo il pieno diritto di voto due anni dopo. Questo risultato u relativamente in anticipo rispetto alla maggior parte delle altre nazioni europee: solo la Finlandia e il regno di Svezia avevano già concesso il diritto di voto alle donne. Le donne ottennero in parte il voto con un compromesso politico, un "pacchetto" tra socialisti, liberali e partiti confessionali.
I confessionalisti sostennero il finanziamento statale per le scuole private, tipicamente appartenenti ad una qualche confessione religiosa. Questo sistema di compromesso vigente nella politica olandese era conosciuto come pillarizzazione. Negli anni successivi all'emancipazione femminile i confessionalisti dominarono il discorso morale a livello istituzionale e la legislazione a sostegno delle opinioni morali confessionaliste venne promulgata. I risultati furono: l'aborto proibito nel 1911, la prostituzione proibita nel 1912, la pubblicità per informare sulla contraccezione criminalizzata.
Un'economia sana e un aumento del tenore di vita caratterizzano la vita nei Paesi Bassi durante tutto il corso degli anni '20. Le donne invece si trovarono ad affrontare i diritti che si erano imposte sul luogo di lavoro. I gruppi a favore dei diritti delle donne si moltiplicarono e le organizzazioni femministe internazionali riuscirono a guadagnarsi un maggior numero di aderenti, mentre le donne in tutto il mondo continuavano a lottare per l'emancipazione.
Le donne olandesi erano attive in tali organizzazioni internazionali, come nella Società delle Nazioni, nell'Organizzazione internazionale del lavoro e nel Consiglio internazionale delle donne. L'IWSA/IAW, l'"International Women's Suffrage Alliance", dopo il 1926 cominciò a chiamarsi "International Alliance of Women".
Le donne vennero elogiate per la loro capacità di resistenza durante la Carestia olandese del 1944, il cosiddetto "inverno della fame", quando cibo e combustibile furono bloccati dalle milizie del nazismo.
Un periodo di conservatorismo seguì per diversi anni, ma due importanti traguardi legali vennero raggiunti durante gli anni '50; nel 1955 la legislazione cambiò in modo che le donne non dovessero più essere costrette ai lavori di servizio civile dopo il matrimonio, mentre nel 1956 le donne sposate divennero giuridicamente competenti e autonome.

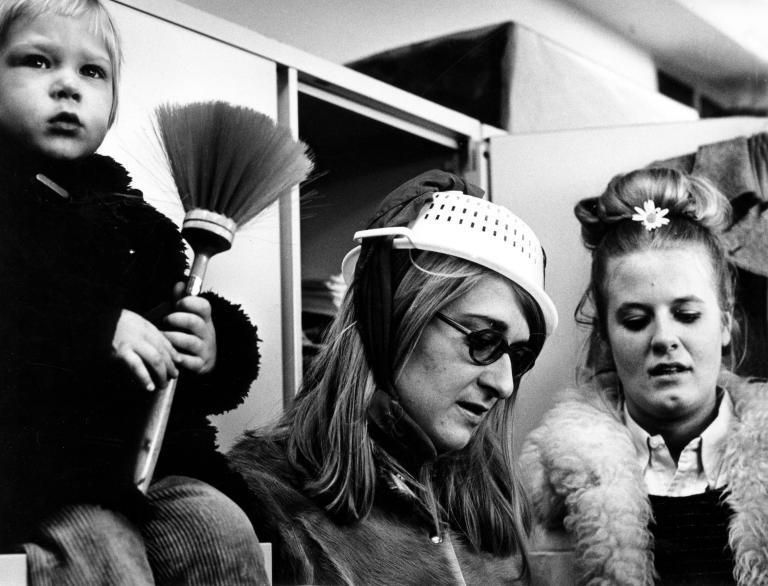
Una dimostrazione del gruppo femminista Dolle Mina (Mad Mina), 1970.

### Seconda ondata femminista
Un saggio del 1967 di Joke Smit intitolato Il disprezzo delle donne venne pubblicato dal periodico De Gids; esso viene accreditato per aver lanciato un femminismo della seconda ondata nei Paesi Bassi. L'anno seguente un folto gruppo di uomini e donne femministi si unirono per creare il gruppo di attivisti Man-Vrouw-Maatschappij (Società uomo-donna, o MVM).
La sua composizione con membri di entrambi i sessi la rendeva rara tra le organizzazioni femministe occidentali della seconda ondata, ma era simile ad altri in quanto la sua appartenenza era prevalentemente di ceto medio o superiore e ben istruita. Non soddisfatto gli sforzi compiuti dl MVM come gruppo di pressione ad esso s'ispirarono presto gruppi più radicalizzati. La società femminile Dolle Mina venne fondata nel 1969, denominata "Mad Mina" in onore della pioniera femminista olandese Wilhelmina Drucker.
Dolle Mina ebbe successo come forza di sensibilizzazione durante gli anni '70, principalmente attraverso l'utilizzo di forme di protesta fantasiose, come ad esempio una "Discrimination Fair" all'aperto per attirare l'attenzione sulla questione della parità di retribuzione per uguale lavoro svolto.
Lo spirito del femminismo della seconda ondata è stato mantenuto ben vivo dalla straordinaria pubblicazione del romanzo di Anja Meulenbelt intitolato De Schaamte Voorbijnel 1976. La storia aveva un tono confessionale ed aprì la connessione tra il corpo e la politica all'interno del campo linguistico.
Alla fine degli anni '70 la lotta per l'accesso all'aborto, ai centri di crisi sulla violenza contro le donne e ai rifugi per le donne abbandonate o abusate divennero le priorità dominanti del movimento femminista. Nel 1980 il governo sostenne finanziariamente 30 centri di crisi sullo stupro; nel corso di tutti gli anni '70 si fu una moltiplicazione di periodici femministi, come Dolle Mina, Vrouwen, Opzij, Serpentine, Vrouwenkrant e Lover oltre a numerose case editrici femministe ad Amsterdam; le più conosciute e apprezzate tra esse furono "De Bonte Was" (1972) e "Sara" (1976).
Nel 1982 nell'intero territorio nazionale erano attivi circa 160 gruppi femministi, che arrivavano a coprire circa il 25% delle città olandesi. Gli anni '80 videro molte vittorie per il movimentismo femminista, escludendo la disintegrazione della logica dei padri maschi, mentre i Paesi Bassi cominciarono a privilegiare la riconciliazione dello stato sociale in favore dell'integrazione delle donne nella forza lavoro.
La legge che legalizzava l'aborto venne approvata nel 1981 ed è entrata in vigore nel 1984. In questo steso anno le donne sposate ottennero anche la piena legalità giuridica all'interno della famiglia; prima del 1984 la legge stabiliva che l'opinione del marito prevaleva su quella della moglie per questioni quali le decisioni sull'educazione da dare ai figli e sul domicilio familiare da registrare.
Nel 1991 i Paesi Bassi hanno rimosso l'esenzione coniugale dalla sua legge contro lo stupro. Nel 2000, in una mossa rimasta controversa, i Paesi Bassi hanno revisionato la propria legislazione sulla prostituzione, liberalizzando e legalizzando le case di tolleranza regolamentate (anche se la prostituzione nei bordelli era stata tollerata in realtà nella seconda parte del XX secolo).

## Terza ondata femminista
Nonostante il fatto che abbiano vinto molte battaglie legali e sociali nel corso del XX secolo le femministe olandesi on sono ancora pronte nella rivendicazione di una vittoria generale. L'attività femminista continua nei Paesi Bassi e l'uguaglianza di genere continua ad essere un tema di discussione anche accesa all'interno delle organizzazioni e nei mezzi di comunicazione di massa. Le aree di maggior preoccupazione rimangono le scarsa partecipazione delle donne nell'occupazione a tempo pieno e la loro rada presenza nelle posizioni esecutive superiori, il tema della violenza e la discriminazione contro le donne appartenenti alle minoranze etniche.
A partire dagli anni '70 i Paesi Bassi hanno cominciato a promuovere politiche basate sull'uguaglianza di genere e una vola il paese è stato descritto come "il sistema sociale di uguaglianza sessuale più ampio e globale presente in Europa"; questo è dovuto in gran parte alla nomina di un segretario di stato per il controllo di un "Emancipation Council" avviato nel 1977 e la sua attuazione di politiche a livello locale con l'aiuto di attivisti femministi reclutati in posizioni governative.
Le donne di colore hanno visto la necessità di creare nuove organizzazioni nell'intento di far presente e di colmare le lacune ancora esistenti, per soddisfare le loro esigenze: un gruppo marocchino femminile è stato costituito nel 1992 e un gruppo di donne surinamesi è stato costituito nel 1996.
Nonostante i Paesi Bassi conservino un'immagine progressista sulle questioni di genere, le donne continuano ancora a lavorare di meno in occupazioni retribuite rispetto alle donne in altri paesi della civiltà occidentale simili. Nei primi anni '80 la Commissione della Comunità europee ha riferito (nel suo rapporto Women in the European Community) che le donne dei paesi membri hanno affermato che "nei Paesi Bassi (17,6%) e in Irlanda (13,6%) vediamo il più piccolo numero di donne sposate che lavorano e la minore accettazione di questo fenomeno da parte del grande pubblico". Negli anni successivi il numero di donne che entrano nel mondo del lavoro è aumentato, ma con la maggior parte delle donne che hanno un contratto di lavoro a tempo parziale.
Quasi il 60% delle donne lavoratrici olandesi di età compresa tra i 25 e i 54 anni lavorava a tempo parziale nel 2001, contro il 15% negli Stati Uniti d'America, il 25% in Francia e il 35% in Germania; ma là dove il 25% delle donne francesi che lavorano a tempo parziale dicono di voler lavorare a tempo pieno, solo il 4% delle donne olandesi fanno la stessa affermazione.
Nonostante il governo abbia identificato questo problema sociale nel corso degli anni '90 e introdotto incentivi fiscali per incoraggiare le donne a trovare un lavoro maggiormente redditizio, è accaduto esattamente il contrario e le donne hanno trovato un modo per utilizzare gli incentivi fiscali per ridurre le loro ore di lavoro. In termini di equilibrio tra lavoro e vita domestica, il congedo parentale è per esempio molto più generoso in Svezia.
Attualmente nei Paesi Bassi vi è un ampio dibattito sul fatto che le donne preferiscono semplicemente prendersi cura dei loro figli e lavorare ad orario ridotto, mentre i costi più alti stanno indebitando le donne spingendole a cercare ulteriori occupazioni. L'economista, avvocatessa e giornalista Helen Mees ha scritto nel 2005 un libro che esplora la questione del basso tasso di occupazione femminile inititolato Weg met het deeltijdfeminisme.
Ella ha identificato le differenze tra la cultura olandese e quella americana e che spiegano parzialmente la discrepanza nel lavoro a ore tra le donne nelle due nazioni. Nel suo libro Mees discute la commercializzazione americana di gran parte degli incarichi familiari delle donne, come ad esempio l'utilizzo di imprese per la lavanderia, l'alimentazione, la consegna di generi alimentari e altri servizi, raramente presenti e disponibili nei Paesi Bassi.
La custodia e l'allevamento dei figli costituisce sempre la spesa maggiore per le famiglie olandesi a due redditi e poiché viene abitualmente pagata per ore questo può incentivare le famiglie a ridurre i costi per l'assistenza all'infanzia, avendo la madre più occupata e con un minor employment. Secondo il The Economist un minor numero di uomini dovevano combattere nelle guerre mondiali del XX secolo, facendo sì che le donne olandesi non avevano la possibilità di lavorare per pagare tassi di cambio ad assistenti provenienti da altri paesi.
La ricchezza del paese, accoppiata al fatto che "la politica [olandese] era dominata dai valori cristiani fino agli anni '80" significava anche che per le donne vi era una maggior lentezza nell'entrare nella forza lavoro. Nel 2011 i Paesi Bassi, insieme a Germania e Austria, sono stati identificati dalla Commissione Europea come paesi con una scarsa integrazione delle donne nella forza lavoro; Jose Manuel Barroso ha dichiarato che "la Germania, ma anche l'Austria e i Paesi Bassi, dovrebbero esaminare l'esempio dei paesi nordici". A partire dal 2014 i Paesi Bassi avevano la più alta percentuale di donne lavoratrici a tempo parziale nell'OCSE.
Ci sono anche state critiche sul fatto che i Paesi Bassi hanno costruito una politica incentrata sull'affermazione della presunta differenza tra le donne olandesi "liberate" e le donne immigrate "oppresse", creando in tal modo una dicotomia discriminatoria di "noi contro di loro". Il comitato della Convenzione sull'eliminazione di ogni forma di discriminazione della donna (CEDAW) ha dichiarato che "il comitato è ancora preoccupato per la persistenza di stereotipi di ruolo di genere, in particolare sulle donne e gli uomini migranti e immigrati, entrambi ritratti come retrogradi ed aventi opinioni tradizionali sulle donne, negando il loro diritto ad un pieno sviluppo".
La violenza contro le donne rimane un problema aperto nei Paesi Bassi: secondo uno studio del 2014 condotto dall'Agenzia europea dei diritti fondamentali, il paese ha avuto il quarto livello di prevalenza più alta di violenza fisica e sessuale contro le donne nell'intera Unione europea, con il 45% delle donne con almeno una tale esperienza di violenza, ben superiore alla media europea fissata al 33%.
I Paesi Bassi sono stati anche condannati dalla Corte europea dei diritti dell'uomo nel 1985 nel caso "X and Y v. the Netherlands" per un inadeguato perseguimento della violenza sessuale. Nel 2015 i Paesi Bassi hanno ratificato la Convenzione del Consiglio d'Europa sulla prevenzione e la lotta contro la violenza nei confronti delle donne e la violenza domestica (Convenzione di Istanbul).
Un'importante e controversa attivista contemporanea, Ayaan Hirsi Ali, autrice e politica olandese-statunitense di origini somale, si è dimostrata critica nei confronti della mutilazione genitale femminile e dell'Islam nel suo complesso, sostenendo i diritti delle donne e 'ateismo.